# Alhazen
Abū ʿ Ali al-Hasan ibn al-Hasan ibn al-Haytham (tiếng Ả Rập: أبو علي, الحسن بن الحسن بن الهيثم), thường được biết đến là ibn al-Haytham (tiếng Ả Rập: ابن الهيثم), được Latin hóa là Alhazen hoặc Alhacen là nhà toán học, nhà thiên văn học, nhà triết học Ả Rập. Ông có nhiều đóng góp cho sự phát triển của khoa học Hồi giáo nói riêng và khoa học nói chung.

## Những đóng góp chính

### Quang học
Năm 1000, Alhazen nghiên cứu hiện tương phản xạ và khúc xạ. Năm 1021, Alhazen viết một cuốn sách về quang học (đó chính là Cuốn sách về quang học), và ông đưa một loạt các lập luận về sự nhìn cũng như kết luận rằng ánh sáng phải phát ra từ vật truyền đến mắt người. Ông phát triển một phương pháp khoa học nhấn mạnh việc thực nghiệm để chứng minh điều đó. Ông chủ trì một nghiên cứu khoa học về tâm lý học thị giác và là nhà khoa học đầu tiên cho rằng sự nhìn diễn ra trong não bộ chứ không phải trong mắt. Ông chỉ ra rằng các thí nghiệm cá nhân có ảnh hưởng đến những gì con người nhìn thấy và cách mà họ nhìn thấy và sự nhìn cũng như tri giác là chủ quan. Điều này đã đi ngược hoàn toàn quan điểm của Plato cho rằng ánh sáng phát ra từ mắt. Do đó Alhazen cho rằng ánh sáng phải di chuyển với vận tốc hữu hạn, và tốc độ ánh sáng cũng biến đổi, giảm đi trong những vật liệu đặc hơn. Ông cũng nghĩ rằng ánh sáng là một loại chất, lan truyền trên quãng đường đòi hỏi thời gian, ngay cả khi chúng ta không cảm nhận được. Ông cũng cho người ta thấy khả năng phóng đại của các kính. Alhazen được mệnh danh là cha đẻ của quang học.

### Thiên văn học
Alhazen đã nghiên cứu các đặc điểm của ánh sáng Mặt Trời bằng các thí nghiệm với camera trong buồng tối obscura, được miêu tả trong quyển Sách quang học (1021), và đã minh họa rằng Mặt Trời là nguồn cung cấp ánh sáng cho Mặt Trăng..

### Toán học
Alhazen đã giải thích cho định lý mà ngày nay được gọi là định lý Wilson: "Nếu (p-1)!+1 chia hết cho p thì p là số nguyên tố" là điều hiển nhiên. Vì khi đó p sẽ nguyên tố cùng nhau với các số từ 1 đến p-1, do đó nó không có ước nào khác ngoài 1 và chính nó. Xét đa thức g(x)= (x-1)*(x-2)*....*(x-(p-1)) và f(x)= g(x)-(xp-1-1)
Chiều ngược lại ta phải chứng minh "nếu p là số nguyên tố thì (p-1)!+1 chia hết cho p".
Ông cũng là người nghiên cứu đầu tiên về không gian ba chiều. Alhazen còn nhận ra rằng mọi số hoàn chỉnh chẵn đều phải có dạng 2n−1(2n − 1) khi 2n − 1 là số nguyên tố, nhưng ông không thể chứng minh được kết quả này.

## Tưởng nhớ
Tên của Alhazen được dùng để đặt cho tiểu hành tinh
59239 Alhazen